# Яхья, Мудатир
Мудатир Яхья (англ. Mudathir Yahya; род. 6 мая 1995, Jang'ombe, Занзибар Западный) — танзанийский футболист, полузащитник клуба «Янг Африканс» и сборной Танзании. 

## Карьера
Яхья начал карьеру в клубе «Азам», с которым в сезоне 2013/14 стал чемпионом Танзании. В сезоне 2017/18 выступал за «Сингида Юнайтед». Спустя год вернулся в «Азам». В сезоне 2018/19 выиграл Кубок Танзании в составе «Азам». В 2023 году перешел в клуб «Янг Африканс», с которым в дебютном для себя сезоне выиграл чемпионат и кубок страны.

## Международная карьера
Яхья дебютировал за сборную Танзании 7 июня 2015 года в матче против сборной Руанды. В 2019 году был включен в состав сборной на Кубок африканских наций 2019, на который Танзания попала впервые за 39 лет. Сыграл три матча на групповом этапе: против Сенегала (0:2), против Кении (2:3), против Алжира (0:3).
Яхья также выступал за сборную Занзибара, которая не состоит в ФИФА и является только членом КАФ. Дебютировал 21 ноября 2015 года на Кубке КЕСАФА 2015 против сборной Бурундии. На Кубке КЕСАФА 2017 сборная Занзибара дошла до финала, где уступила сборной Кении. Яхья сыграл на кубке 6 матчей.

## Достижения
«Азам»
- Чемпион Танзании: 2013/14
- Обладатель Кубка Танзании: 2018/19

«Янг Африканс»
- Чемпион Танзании: 2022/23
- Обладатель Кубка Танзании: 2022/23
- Финалист Кубка Конфедерации КАФ : 2023